# Radioåret 1982

## Händelser

### Februari
- Februari - I Sverige uppmärksammades piratradiostationen Radio FM i dagstidningen Expressen, vilket ledde till att myndigheterna intensifierar pejlingen efter piraterna som skulle stoppas till varje pris.

### Mars
- 25 mars - Sveriges riksdag sa nej till att frågan om reklam i svensk radio och TV skulle tas upp i massmediakommitténs arbete åtminstone fram till 1986, då svenska statens avtal med SVT löpte ut.[1]

- 30 mars - Göteborgs tingsrätt fällde Bo Carlson, dåvarande chef för Radio Göteborg, för förtal på grund av en satirinslag i programmet Kabaré Apropå. Rättsfallet behandlades som ett yttrandefrihetsbrott.

### April
- 29 april – Radionämnden fällde 15 satiriska program i Radio Göteborg för "uppenbara, grova övertramp".[2]

### Maj
- 15 maj - Bo Carlson avskedades som chef för Radio Göteborg sedan Radionämnden fällt programmet Kabaré Apropå för elva punkter.[2]

### Okänt datum
- En direktsänd konsert överfördes digitalt via satellit från USA till Sverige, där den sändes i Sveriges Radio P2.[3]

## Radioprogram

### Sveriges Radio
- 13 juni - Svensktoppen läggs ned för första gången.
- 3 september - Metropol börjar sändas.
- 1 december - Årets julkalender var Ett skepp kommer lastat.[4]

### Fotnoter
1. ↑  Horisont 1982, Bertmarks förlag, sidan 86 - TV-reklam fick nej i riksdagen
2. 1 2   Horisont 1982. Bertmarks
3. ↑  Radio- och ljudhistoria Sveriges Radio
4. ↑  ”1982, Ett skepp kommer lastat”. Sveriges Radio. http://sverigesradio.se/barn/julkalendrar/1982.stm. Läst 31 augusti 2015.